# أقنثا
الأقنثا أو أقَنْتَة أو أقَنْتُوس أو الأقنت هو جنس نباتي يضم حوالي 30 نوعًا من النباتات المزهرة من الفصيلة الأقنتية (Acanthaceae)، وهو موطنه الأصلي المناطق الاستوائية والمناطق المعتدلة الدافئة، مع أعلى تنوع للأنواع في حوض البحر الأبيض المتوسط وآسيا. تُعد هذه النباتات المزهرة منتجة للرحيق وتعتمد على الفراشات، مثل Anartia fatima، وغيرها من الكائنات التي تتغذى على الرحيق لنقل حبوب اللقاح.
يعود الاسم اللايتيني للجنس إلى المصطلح اليوناني ἄκανθος (akanthos) الذي يُستخدم للإشارة إلى نوع الأقنثا الناعمة، وهو نبات كان يُستخدم بشكل شائع كنموذج في تيجان الأعمدة الكورنثية.
يتكون هذا الجنس من نباتات معمرة عشبية، ونادرًا ما تكون شجيرات صغيرة، وتتميز بأوراقها الشائكة ونوراتها الشوكية التي تحمل زهورًا بيض اء أو أرجوانية. يتراوح حجم النباتات من 0.4 إلى 2 متر (1.3 إلى 6.6 قدم) في الارتفاع.

## الوصف والبيئة

### الشكل والأوراق
تنمو نباتات الأقنثا غالبًا كنباتات عشبية معمرة، ونادرًا ما تكون شجيرات صغيرة، وتعتمد في تكاثرها بشكل كبير على الجذامير تحت الأرض. يتميز الأقنثا الناعمة (Acanthus mollis) بقدرته على تشكيل تجمعات نباتية كثيفة. تتنوع سيقانها بين المنتصبة والمتمددة، بينما تكون أوراقها غالبًا متقابلة الترتيب، بسيطة أو مفصصة بشكل ريشي، بحواف ملساء أو مسننة وأحيانًا شائكة.

### النورات والزهور
تظهر النورات غالبًا على قمة النبات، وتأخذ أشكالًا سنبلية يتراوح ارتفاعها بين 40 سم و2 متر. تُحيط الزهور عادةً بأوراق تغطية شائكة، وقد تكون غائبة في بعض الأنواع.
- الكأس: يتكون من أربعة كأسيات ملتحمة بفصوص غير متساوية.
- التويج: ألوانه تتنوع بين الأبيض والوردي، وأحيانًا الأصفر أو الأزرق أو الأحمر. الشفة العليا غالبًا مختزلة، بينما الشفة السفلى مكبرة وتنتهي بثلاثة فصوص مستديرة.
- الأسدية: تحتوي الزهرة على أربعة أسدية خصبة مرتبة في زوجين، متينة وقوية.
- المبيض: يحتوي على فصين علويين، كل منهما يحمل بويضتين.

### التلقيح
تتم عملية التلقيح بواسطة الحشرات (التلقيح الحشري).

## الزراعة والاستخدامات

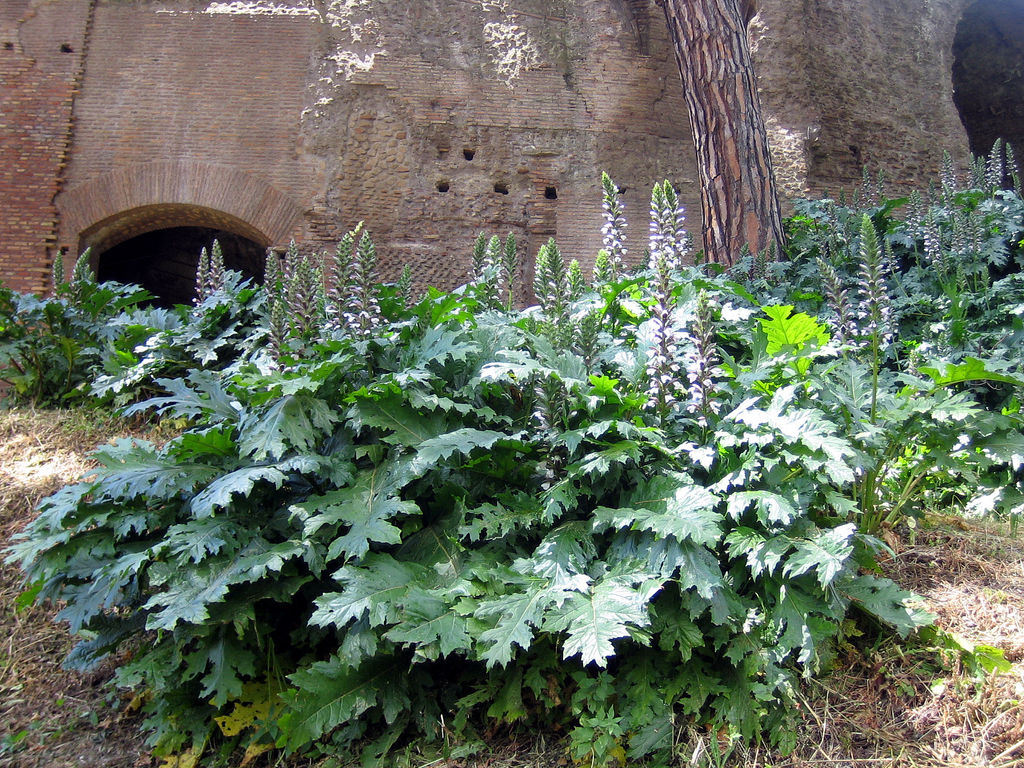
زهرة الأقنثا (أقنثا ناعمة) تزهر في أنقاض هضبة بالاتين، روما، مايو 2005

أوراق الأقنثا كانت الأساس الجمالي للتيجان في النظام الكورنثي من العمارة. تُزرع عدة أنواع من هذا الجنس كنباتات زينة، وخاصة الأنواع : الأقنثا البلقانية (Acanthus balcanicus)، والأقنثة السورية (Acanthus spinosus)، والأقنثا الناعمة (Acanthus mollis).
كما أن لأوراق الأقنثا استخدامات طبية عديدة. يُعد نوع الأقنثا ذو الأوراق الشبيهة بالسنديان (Acanthus ilicifolius) من الأنواع التي تمت دراستها بشكل مكثف من حيث تركيبها الكيميائي، ويُستخدم على نطاق واسع في الطب التقليدي، بما في ذلك في الطب الهندي والصيني. وقد استُخدمت أجزاء مختلفة من هذا النوع لعلاج الربو، والسكري، والجذام، والتهاب الكبد، ولدغات الأفاعي، والتهاب المفاصل الروماتويدي.
أما أوراق نوع الأقنثا (Acanthus ebracteatus)، التي تشتهر بخصائصها المضادة للأكسدة، فتُستخدم في صنع الشاي العشبي في تايلاند وإندونيسيا.

## التجسيد الثقافي
شكلت ورقة هذا النبات مصدر إلهام للنحات الإغريقي كالليماخوس في القرن الخامس قبل الميلاد، حيث استخدمه كنموذج لتصميم تاج العمود الكورنثي. منذ ذلك الحين، أصبحت أعمدة الطراز الكورنثي عنصرًا أساسيًا في العمارة الإغريقية-الرومانية والعمارة الكلاسيكية. استخدم المرابطون تصميم الأوراق في الزخرفة، ومن أبرز الأمثلة على ذلك إطار محراب المسجد الكبير بمدينة تلمسان.
على مدى العصور، ظهرت أوراق الأقنثا بشكل منمق في الزخارف المعمارية، سواء من الحجر أو البرونز، واستخدمت كعنصر زخرفي في تصميمات العمارة والأثاث. كما أشار الشاعر الروماني فيرجيل إلى أن هيلانة ارتدت ثوبًا مزينًا بتطريز على هيئة أوراق نبات الأقنثا.

## من أنواعها الواطنة
- أقنثا ديسقوريدس (باللاتينية: Acanthus dioscoridis) في بلاد الشام
- الأقنثا السورية (باللاتينية: Acanthus syriacus) في بلاد الشام والجزيرة العربية ومصر
- الأقنثا الشاكئة (باللاتينية: Acanthus spinosus) في بلاد المغرب
- الأقنثا الناعمة (باللاتينية: Acanthus mollis) في بلاد الشام والمغرب وبعض مناطق أوروبا
- الأقنثا المجرية (باللاتينية: Acanthus hungaricus) في البلقان
- الأقنثا المشعرة (باللاتينية: Acanthus hirsutus) في تركيا